# P/2019 M2 (ATLAS)
P/2019 M2 (ATLAS) — короткоперіодична комета із сім'ї Юпітера. Абсолютна зоряна величина комети разом із комою становить 21,2m.

## Історія
Комета відкрита 29 червня 2019 року системою ALTAS. На момент відкриття мала зоряну величину 18,3m. Спочатку цей об'єкт вважали астероїдом. А. Хайнце (ATLAS) згодом ідентифікував кометні особливості в зображеннях ATLAS, отриманих 1 липня 2019 року. Слабкий хвіст простягався приблизно на 30 кутових секунд на південний захід.